# Nagyvenyim
Nagyvenyim község Fejér vármegyében, a Dunaújvárosi járásban.

## Fekvése
Dunaújvárostól mintegy 7 kilométerre nyugatra, a Mezőföldön helyezkedik el, a Sárbogárdra vezető 6219-es út mentén. Nyugati határában több bányató, déli oldalán pedig egy Baracsig húzódó erdősáv található. Nagyvenyimtől északra nagy kiterjedésű szántók fekszenek, amelyeket szórványosan beépült zártkerti teleksorok szakítanak meg.

## Története
A falu területén, a Fűzfa utcában avar kori (7–8. századi) temető részletét tárták fel, 2013-ban.
Nagyvenyim neve a 15. századtól szerepel a forrásokban, elsőként 1429-ben említik Venyim néven. A török háborúk elől a magyar lakosság elvándorolt, helyükre szerbek érkeztek. A rácok egykori jelenlétét ma már csak a Venyim körüli dűlőnevek őrzik. A török utáni időszakban cselédfaluként települt be és a zirci apátság tulajdonába került. A 19. században Venyimpusztának már 600 lakója volt. 1825-ben megnyílt az első iskola.
1945 telén több összecsapás is zajlott a település környékén a német és a szovjet csapatok között, Nagyvenyim végül 1945. január 23-án került véglegesen a Vörös Hadsereg kezére. A településnek a háború végén 1500 főhöz közeli lakossága volt. 1947. augusztus 1-jén szervezték önálló községgé. A szocialista évtizedekben vált Nagyvenyim teljesen önálló településsé. Az 1970-es években postahivatal, üzletek és orvosi rendelő létesült a faluban. Az 1980-as évekre kiépült a legtöbb közmű, a Dunaújvárosból érkezők révén pedig a település elővárosi vándorlási folyamat céltelepülése lett.
A kőkorból és rézkorból sok régészeti leletet találtak Venyim területéről. Az Árpád-korról tudni, hogy a magyarok Duna keleti oldalán telepedtek le i. sz. 900-ban, mikor Arnulf keleti frank uralkodó meghalt. A török hódoltság idején 1526 után állandó harcok folytak Nagyvenyim területén. 1241-ben a tatárjárás a lakosságot megtizedelte, kunok telepedtek le.

### Első világháború
1918-ban az első világháború végén a lakosság sínylődött. Miközben Károly Miklós irányította a Magyar Nemzeti Tanácsot, november 4-én Hercegfalvánál felkelés tört ki, fosztogatás kezdődött, ami 20 házat érintett. A borospincék is veszteséget könyveltek el. November 10-étől megalakult a Nemzeti Tanács Hercegfalvi Bizottság. A háború után Véber Antal kezdeményezésére a zirci apát nem elvett, hanem adott támogatásként 50 000 koronát, a földmunkásokat segítette.

### A két világháború között
Katonai oktatást indított Gróf Imre jegyző, aki Grochman Károly intézőjeként dolgozott. 1920-ban a Hangya fogyasztási és értékesítési szövetkezetet létrehozták, amely 1922-re 876 tagot számlált. 1928-ban tífuszjárványban fertőződtek meg lakosok. Venyimen, 76 volt a lakosok száma, míg Nagyvenyim szőlőhegyen 462 fő élt. Nagyvenyim-Szőlőhegy, Kiskokasd, Nagykokasd, Altamajor, Selyemmajor, Kisvenyim, Felsővenyim, Banátkút, Herzegfalva-szőlőhegy, Határvölgy-puszta a hercegfalvi VII. elöljárókörzethez tartoztak.

### Második világháború
1941 tavaszán Magyarország a németek mellett harcba szállt, részese lett a második világháborúnak. A Magyarországi Nemetek Szövetsége Hercegfalvi csoportja 1941. június 12-én alakult meg. Ifjúsági tagozata, ahogy létrejött, megbontotta a leventemozgalmat, a KALOT (Agrárifjúság Legényegyesületének Országos Tanácsa), a KALÁSZ tagozat munkáját (Katolikus Agrárifjúsági szövetség). Ezek a szövetségek a német szövetség ellenében cselekedtek. A Magyarországi Németek Szövetsége, azaz a Volksbund emberei kiléptek ezekből az egyesületekből. A volksbundisták a német megszállás (1944. március 19.) után megerősödtek.
A harcok 1944 decemberében Venyimnél és a hozzá tartozó településeken zajlottak. A német LXXII. hadtest védelmi pozíciói Dunapentele-Nagyvenyim-Hercegfalva-Sárszentmiklóson voltak.
1944. december 7-én a szovjetek „felszabadították” a Mezőföld jelentős részét. A 31. gárda-lövészhadtest elfoglalta a nagyvenyimi olajgyárat, és ellenőrzésük alatt tartották a területet.

### A második világháború után
1945. április 14–16-án megalakult a Hercegfalvi Nemzeti Bizottság. A háború után az Országos Földrendező Tanács 1946. július 16-án tervét bemutatta. A terv szerint Nagyvenyim községhez Nagyvenyim puszta, Nagyvenyim Szőlőhegy, Bernátkút puszta, Dohánytelep területei képezték részét. Összesen 4300 katasztrális holdat számlált területe. 1958. december 2-án pénzügyi, mezőgazdasági, községfejlesztési, egészségügyi bizottság alakult.
1951. november 1-én új lelkésze lett Nagyvenyimnek-Dunaújvárosnak.
1963-ban a Dunaújváros Tervező Iroda Általános Rendezési Tervet készít. 1967 februárjában 63 új építési telket adtak át, a Dunaföldvári út, Béke utca, Akácfa utca, Tulipán utca mellett.
1969-ben a Dunaújvárosi Tervező Iroda elkészítette az 50 fős óvodabővítési tervét. Venyim jegyzője Komjátiné Mádl Margit 1975. február 15-én a Mezőfalvi Községi Tanácsnál előadóként dolgozott, 1981-ben diplomás lett az Államigazgatási Főiskolán, a Dunaújvárosi Járási Hivatalának főelőadója lett.
A lakosok száma 1559-ben 58, 1747-ben 398, 1838-ban 310 fő, 1960-ban 2228, 1963-ban 2358 fő, 1968-ban 2822 fő volt Nagyvenyim településen. 1973-ban 2634 lett a lakosok száma, 1977-ben 2570 főt számlált a település lakossága. 1982-ben 2662 fő, 1983-ban 2710 fő élt Nagyvenyimen. 1989-ben 3464 főre emelkedett a lélekszám, 1995-ben pedig 3778.

## Közélete

### Polgármesterei
- 1990–1994: Rauf Pál (független)[9]
- 1994–1998: Rauf Pál (független)[10]
- 1998–2002: Rauf Pál (független)[11]
- 2002–2006: Rauf Pál (független)[12]
- 2006–2010: Rauf Pál (FETE)[13]
- 2010–2014: Szabóné Lőrincz Ilona (független)[14]
- 2014–2019: Vargáné Kaiser Katalin (Fidesz-KDNP)[15]
- 2019–2024: Vargáné Kaiser Katalin (Fidesz-KDNP)[16]
- 2024– : Vargáné Kaiser Katalin (Fidesz-KDNP)[1]

## Népesség
A település népességének változása:
| Lakosok száma | 4096 | 4032 | 4024 | 4091 | 4761 | 4331 | 4285 |
|               | 2013 | 2014 | 2015 | 2021 | 2022 | 2023 | 2024 |

A 2011-es népszámlálás során a lakosok 89,7%-a magyarnak, 6% cigánynak, 1% németnek, 0,2% románnak mondta magát (10,1% nem nyilatkozott; a kettős identitások miatt a végösszeg nagyobb lehet 100%-nál). A vallási megoszlás a következő volt: római katolikus 34,3%, református 5,5%, evangélikus 0,9%, görögkatolikus 0,6%, felekezeten kívüli 35,5% (21,6% nem nyilatkozott).
2022-ben a lakosság 91,1%-a vallotta magát magyarnak, 2,9% cigánynak, 1% németnek, 0,2% románnak, 0,2% ukránnak, 0,1-0,1% szerbnek, lengyelnek, bolgárnak, horvátnak és szlováknak, 3% egyéb, nem hazai nemzetiségűnek (8,6% nem nyilatkozott; a kettős identitások miatt a végösszeg nagyobb lehet 100%-nál). Vallásuk szerint 22,1% volt római katolikus, 4,6% református, 0,8% evangélikus, 0,6% görög katolikus, 0,1% izraelita, 0,1% ortodox, 2,2% egyéb keresztény, 0,8% egyéb katolikus, 30,5% felekezeten kívüli (38% nem válaszolt).

## Turisztikai látnivalók

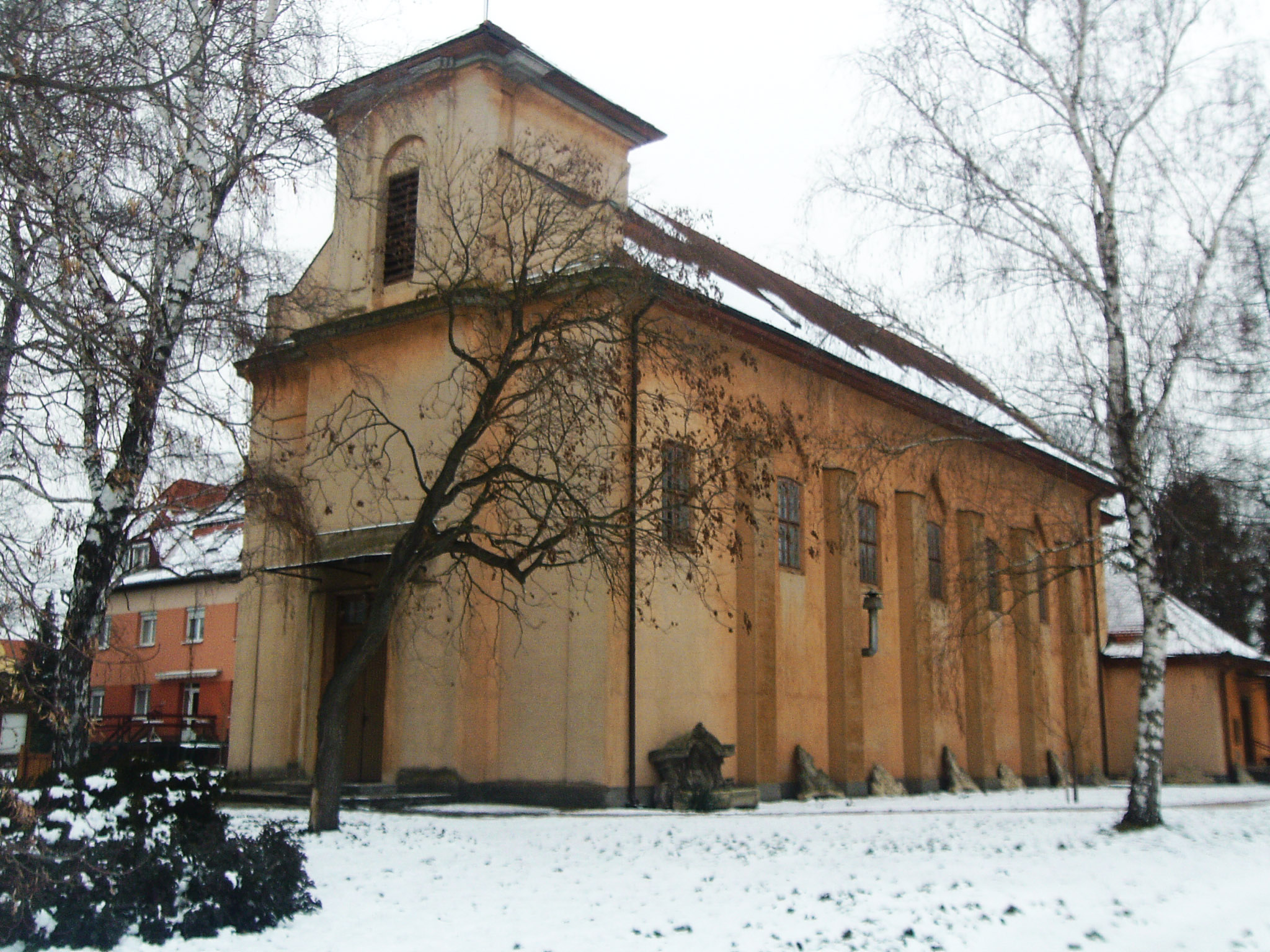

- Nagyvenyim és Térsége Fejlesztésért Egyesület
- Szent Bernát Arborétum Alapítvány
- Kossuth Lajos Általános Iskola
- Nefelejcs Napközi Otthona Óvoda
- Nagyvenyimi néptáncegyüttes
- "Kiserdő" a falu közepén
- Sportcentrum
- Katolikus templom és a 18. században épült parókia

## Ismert személyek
- A településen él, az 1990-es években egy ideig itt is praktizált háziorvosként Müller Cecília országos tisztifőorvos.[19]

## Testvértelepülései
- Altomünster, Németország A kapcsolat létrejöttének alkalmából Altomünster egy sziklatömböt ajándékozott a községnek.
- Egeres, Románia